# Helena Macher
Helena Macher-Ochmańska (* 17. Oktober 1937 in Mikuszowice) ist eine ehemalige polnische Rennrodlerin.
Helena Macher startete von 1956 bis 1960 für Start Bielsko-Biała, von 1961 bis 1968 für GKS Katowice. Sie startete erstmals 1958 in Krynica-Zdrój bei Rennrodel-Weltmeisterschaften und wurde 17., 1963 belegte sie in Imst Rang 10. 1964 nahm sie in Innsbruck erstmals bei den Olympischen Winterspielen teil und belegte den achten Rang. Bei den Rennrodel-Europameisterschaften 1967 in Königssee gewann sie hinter den Lokalmatadorinnen Christa Schmuck und Angelika Dünhaupt die Bronzemedaille. Zudem nahm Macher an den Weltmeisterschaften des Jahres teil. Vor diese beiden schob sich bei den Olympischen Winterspielen 1968 in Grenoble Erica Lechner. Damit verpasste Macher als Viertplatzierte eine Medaille um knapp eine halbe Sekunde. Dabei profitierte sie jedoch von der Disqualifikation der Ostdeutschen Fahrerinnen Anna-Maria Müller, Ortrun Enderlein und Angela Knösel, denen von einem polnischen Schiedsrichter vorgeworfen wurde, ihre Kufen erhitzt zu haben.